# Plac Mariacki w Szczecinie
Plac Mariacki (do 1945 r. Marienplatz) – niewielki plac w kształcie prostokąta, położony na obszarze szczecińskiego osiedla Stare Miasto, w dzielnicy Śródmieście. Z placem łączy się przebiegająca w jego wschodniej części ulica Farna.

## Historia
W 1480 r. wzmiankowany był plac o nazwie des domes Kerkhof, który położony był w obrębie kościoła Mariackiego.
W czasie burzy 9 lipca 1789 r. w budynek kościoła uderzył piorun, wywołując pożar. Ocalałe mury świątyni zburzono w 1829 r., a 3 sierpnia 1830 r. na ich miejscu rozpoczęto prace związane z budową gmachu Gimnazjum Mariackiego (niem. Marienstiftgymnasium). Budynek wzniesiono po północnej stronie placu. Po stronie południowej zabudowę stanowiły kamienice oraz budynek, w którym narodziła się Zofia Fryderyka Augusta von Anhalt-Zerbst, późniejsza cesarzowa Katarzyna II Wielka. W latach 20. XX wieku tenże budynek był siedzibą landratury powiatu Randow (Landratsamt des Kreis Randow), a w sąsiadującej z nim kamienicy przy placu Mariackim 4 umieszczono powiatową kasę oszczędnościową (Sparkasse des Kreis Randow). W 1930 r. przed landraturą uruchomiono stację benzynową.
6 stycznia 1944 r. obszar placu został zbombardowany. Po II wojnie światowej odbudowano wypalony gmach Gimnazjum Mariackiego. Z pierzei południowej placu przetrwały w zdeformowanym kształcie tylko dwa budynki: dawna landratura na narożniku z ulicą Farną i przylegająca do niej kamienica o numerze 4. Na miejscu zniszczonych kamienic nr 1–3 powstało boisko szkolne, a sam plac Mariacki został znacznie zmniejszony poprzez włączenie części jego terenu w obręb boiska i likwidację połączenia z ulicą Mariacką.

## Zabudowa
- plac Mariacki 1 – IX Liceum Ogólnokształcące im. Bohaterów Monte Cassino w Szczecinie (dawniej Gimnazjum Mariackie)
- plac Mariacki 4 – przedwojenna kamienica (dawniej siedziba kasy oszczędnościowej landratury), parter zajmuje Kościół Adwentystów Dnia Siódmego w Szczecinie[8]
- ulica Farna 1 / plac Mariacki – budynek, w którym narodziła się caryca Katarzyna II, późniejsza siedziba landratury. Od 1995 r. mieści jeden z oddziałów Powszechnego Zakładu Ubezpieczeń[9].

## Galeria

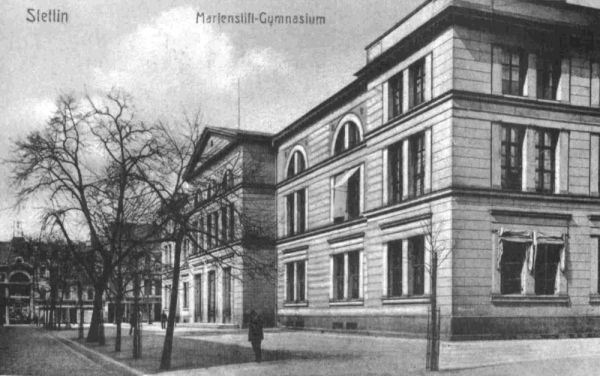
Plac Mariacki przed II wojną światową
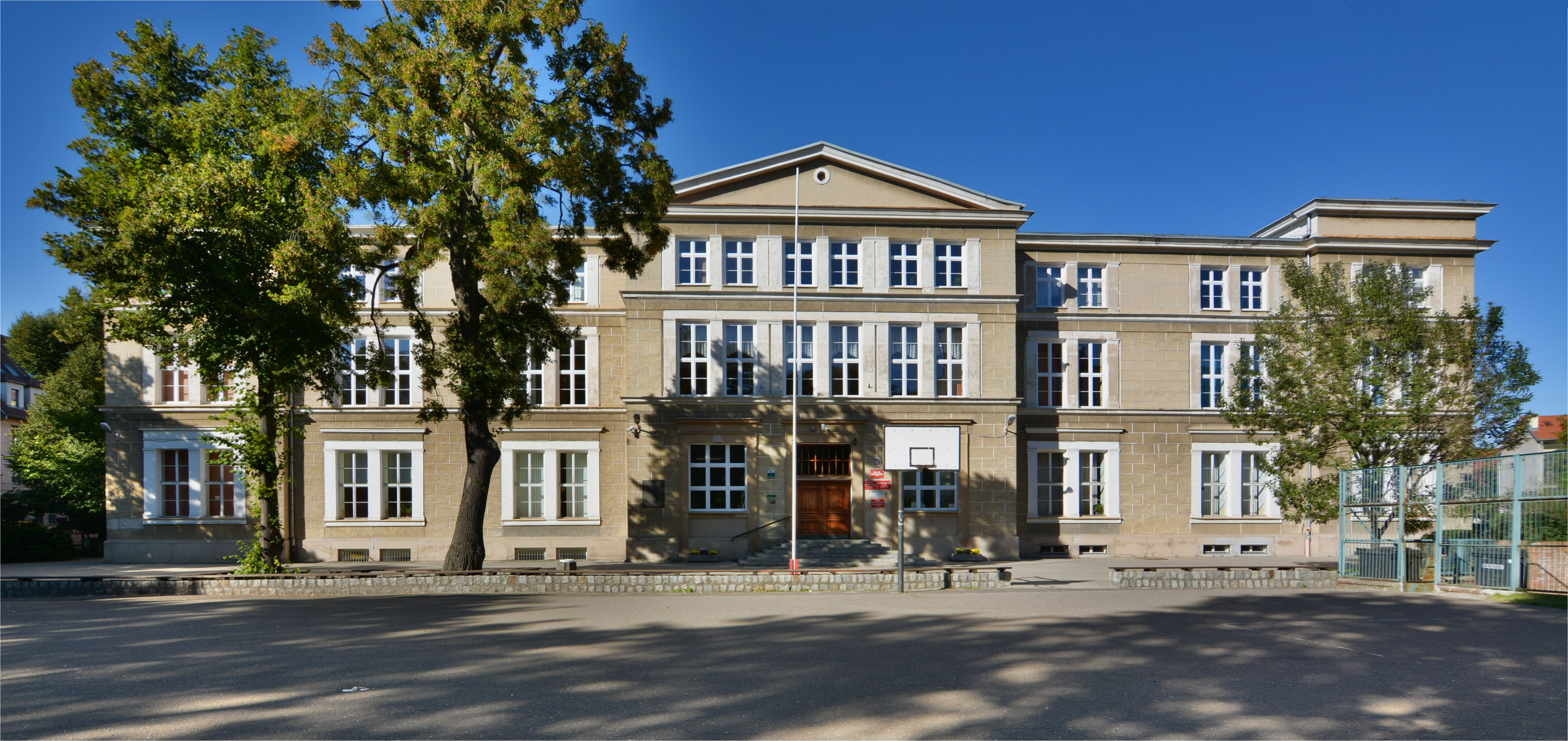
IX Liceum Ogólnokształcące, plac Mariacki 1
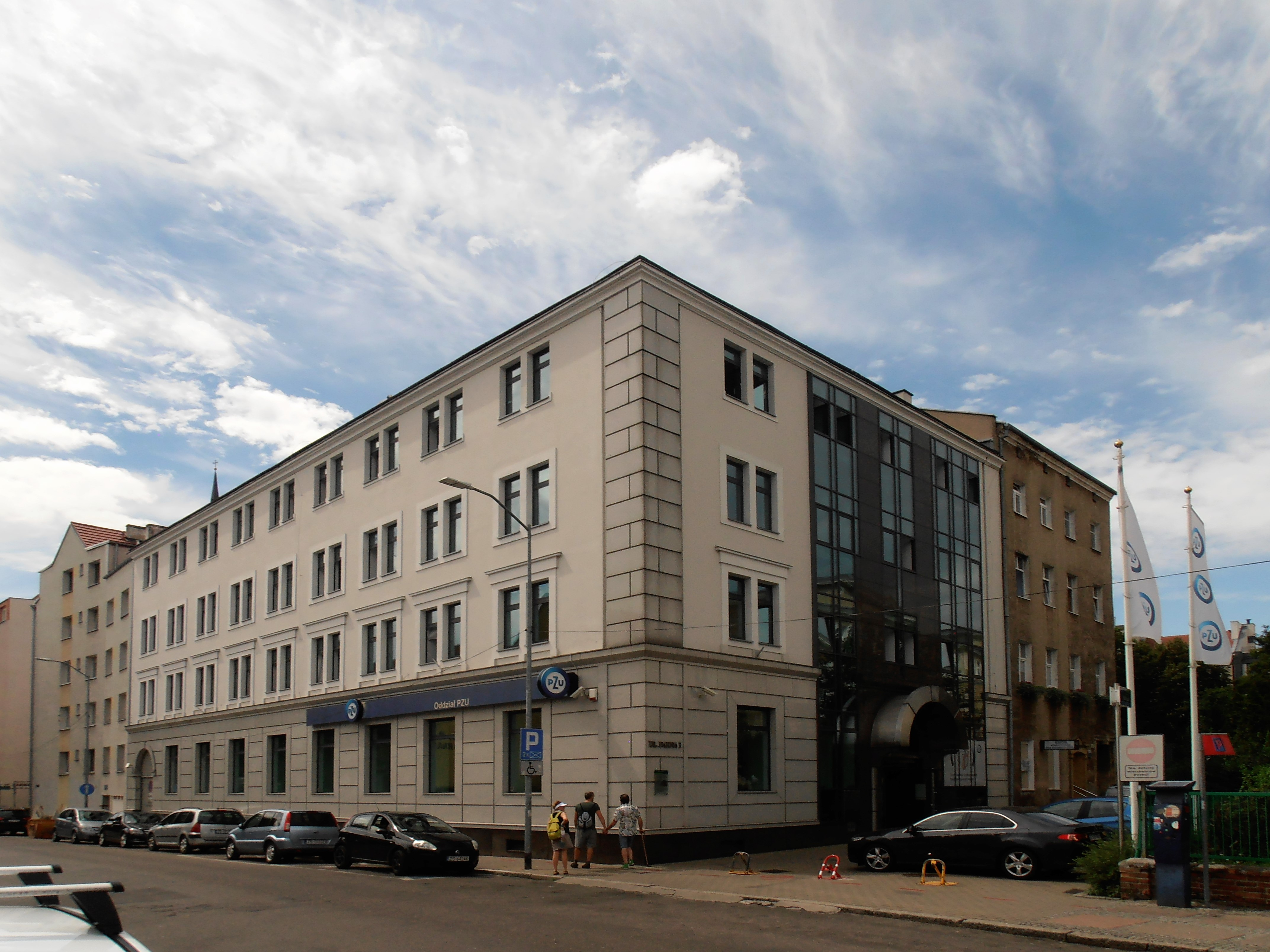
Pierzeja południowa placu: od lewej dawna landratura przy Farnej 1 (obecnie PZU) i kamienica przy pl. Mariackim 4
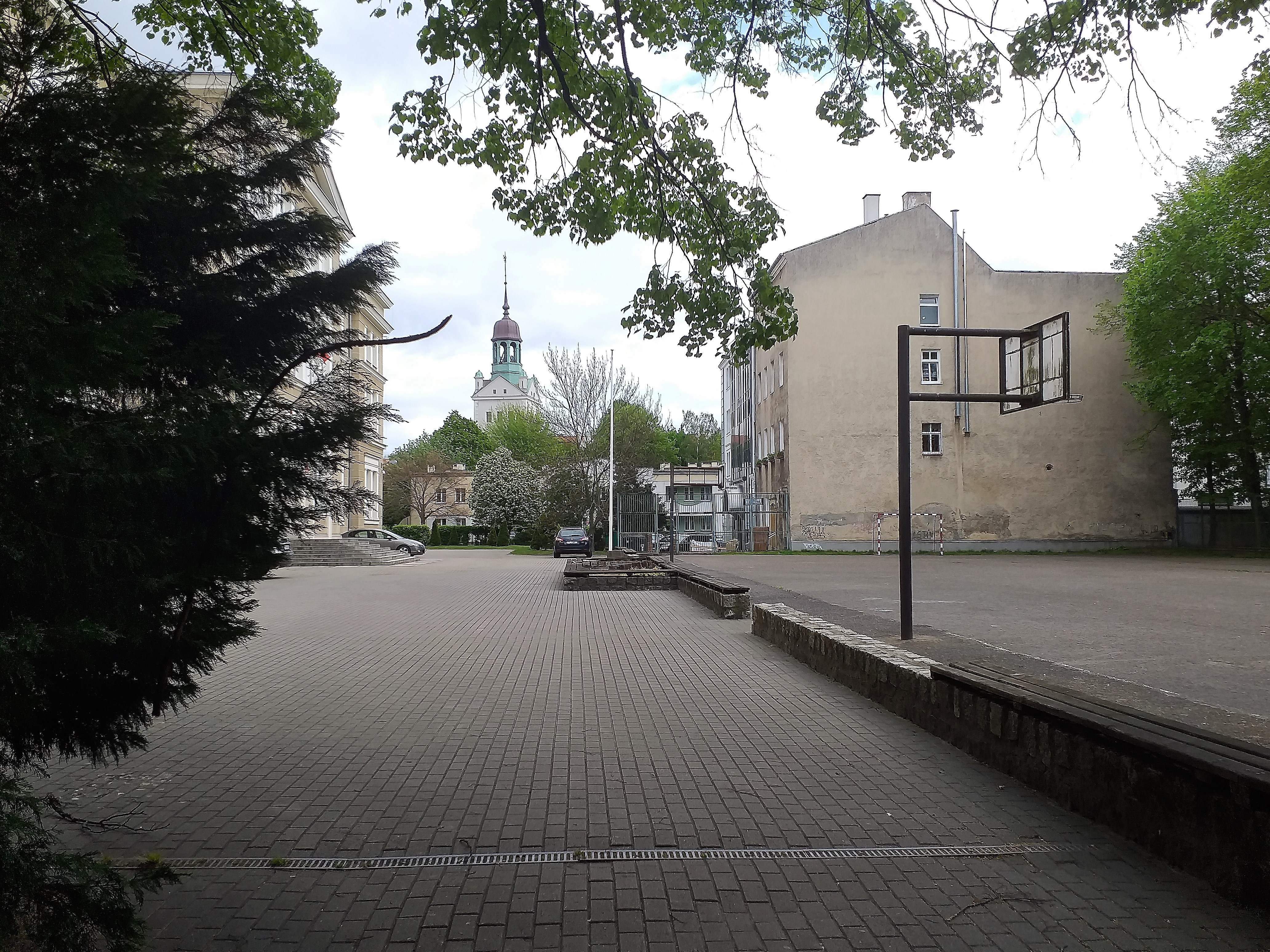
Boisko szkolne w miejscu kamienic nr 1-3 i zachodniej części placu
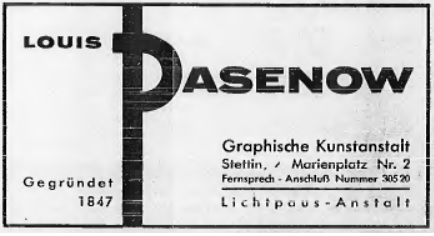
Reklama przedwojennego studia graficznego.